# Bundestagswahlkreis Saalfeld – Pößneck – Schleiz – Lobenstein – Zeulenroda
Der Bundestagswahlkreis Saalfeld – Pößneck – Schleiz – Lobenstein – Zeulenroda war von 1990 bis 2002 ein Wahlkreis in Thüringen. Er besaß die Nummer 305 und umfasste die Landkreise Saalfeld, Pößneck, Schleiz, Lobenstein und Zeulenroda. Im Rahmen der Wahlkreisreform von 2002, bei der die Anzahl der Wahlkreise in Thüringen von zwölf auf zehn reduziert wurde, wurde das Gebiet des Wahlkreises auf die Wahlkreise Sonneberg – Saalfeld-Rudolstadt – Saale-Orla-Kreis und Greiz – Altenburger Land aufgeteilt.
Die letzte direkt gewählte Wahlkreisabgeordnete war Christine Lehder (SPD).

## Wahlergebnisse

### Bundestagswahl 1998
| Kandidaten                     | Kandidaten                    | Parteien/Listen     | Erststimmen | Erststimmen | Zweitstimmen | Zweitstimmen |
| Kandidaten                     | Kandidaten                    | Parteien/Listen     | Stimmen     | %           | Stimmen      | %            |
| ------------------------------ | ----------------------------- | ------------------- | ----------- | ----------- | ------------ | ------------ |
|                                | Kersten Wetzel                | CDU                 | 39.458      | 32,5        | 34.839       | 28,5         |
|                                | Christine Lehdergewählt im WK | SPD                 | 49.131      | 40,5        | 43.584       | 35,7         |
|                                | Roland Hahnemann              | PDS                 | 24.882      | 20,5        | 24.592       | 20,1         |
|                                | Axel Hirsch                   | GRÜNE               | 3.885       | 3,2         | 3.966        | 3,2          |
|                                | Kay Rösler                    | F.D.P.              | 3.933       | 3,2         | 3.930        | 3,2          |
|                                | −                             | BFB – Die Offensive | –           | –           | 627          | 0,5          |
|                                | –                             | DVU                 | –           | –           | 3.753        | 3,1          |
|                                | −                             | GRAUE               | –           | –           | 365          | 0,3          |
|                                | −                             | REP                 | –           | –           | 2.840        | 2,3          |
|                                | −                             | DIE FRAUEN          | –           | –           | 401          | 0,3          |
|                                | –                             | Pro DM              | –           | –           | 2.816        | 2,3          |
|                                | −                             | FORUM               | –           | –           | 278          | 0,2          |
|                                | −                             | ödp                 | –           | –           | 180          | 0,1          |
| Gesamt                         | Gesamt                        | Gesamt              | 121.289     | 100         | 122.171      | 100          |
|                                |                               |                     |             |             |              |              |
| Ungültige Stimmen              | Ungültige Stimmen             | Ungültige Stimmen   | 2.707       | 2,2         | 1.825        | 1,5          |
| Wähler                         | Wähler                        | Wähler              | 123.996     | 82,3        | 123.996      | 82,3         |
| Wahlberechtigte                | Wahlberechtigte               | Wahlberechtigte     | 150.637     |             | 150.637      |              |
|                                |                               |                     |             |             |              |              |
| Quellen: Der Bundeswahlleiter, |                               |                     |             |             |              |              |

### Bundestagswahl 1994
| Kandidaten                     | Kandidaten                  | Parteien/Listen   | Erststimmen | Erststimmen | Zweitstimmen | Zweitstimmen |
| Kandidaten                     | Kandidaten                  | Parteien/Listen   | Stimmen     | %           | Stimmen      | %            |
| ------------------------------ | --------------------------- | ----------------- | ----------- | ----------- | ------------ | ------------ |
|                                | Kersten Wetzelgewählt im WK | CDU               | 46.959      | 43,3        | 46.205       | 42,2         |
|                                | –                           | SPD               | 34.957      | 32,2        | 32.403       | 29,6         |
|                                | –                           | PDS               | 15.623      | 14,4        | 17.136       | 15,7         |
|                                | –                           | GRÜNE             | –           | –           | 5.035        | 4,6          |
|                                | –                           | F.D.P.            | 8.518       | 7,9         | 5.305        | 4,8          |
|                                | –                           | GRAUE             | –           | –           | 502          | 0,5          |
|                                | –                           | REP               | 2.368       | 2,2         | 2.204        | 2,0          |
|                                | –                           | Solidarität       | –           | –           | 60           | 0,1          |
|                                | –                           | MLPD              | –           | –           | 42           | 0,0          |
|                                | –                           | ÖDP               | –           | –           | 230          | 0,2          |
|                                | –                           | STATT             | –           | –           | 368          | 0,3          |
| Gesamt                         | Gesamt                      | Gesamt            | 108.425     | 100         | 109.490      | 100          |
|                                |                             |                   |             |             |              |              |
| Ungültige Stimmen              | Ungültige Stimmen           | Ungültige Stimmen | 3.086       | 2,8         | 2.021        | 1,8          |
| Wähler                         | Wähler                      | Wähler            | 111.511     | 74,5        | 111.511      | 74,5         |
| Wahlberechtigte                | Wahlberechtigte             | Wahlberechtigte   | 149.695     |             | 149.695      |              |
|                                |                             |                   |             |             |              |              |
| Quellen: Der Bundeswahlleiter, |                             |                   |             |             |              |              |

### Bundestagswahl 1990
| Kandidaten                     | Kandidaten                  | Parteien/Listen   | Erststimmen | Erststimmen | Zweitstimmen | Zweitstimmen |
| Kandidaten                     | Kandidaten                  | Parteien/Listen   | Stimmen     | %           | Stimmen      | %            |
| ------------------------------ | --------------------------- | ----------------- | ----------- | ----------- | ------------ | ------------ |
|                                | Kersten Wetzelgewählt im WK | CDU               | 57.087      | 46,6        | 57.142       | 46,3         |
|                                | −                           | SPD               | 29.342      | 23,9        | 26.380       | 21,4         |
|                                | −                           | PDS               | 10.077      | 8,2         | 9.241        | 7,5          |
|                                | −                           | DSU               | 5.859       | 4,8         | 2.801        | 2,3          |
|                                | −                           | F.D.P.            | 19.415      | 15,8        | 17.853       | 14,5         |
|                                | −                           | GRÜNE             | –           | –           | 6.321        | 5,1          |
|                                | −                           | LIGA              | –           | –           | 248          | 0,2          |
|                                | −                           | DIE GRAUEN        | –           | –           | 840          | 0,7          |
|                                | –                           | REP               | –           | –           | 2.021        | 1,6          |
|                                | −                           | NPD               | 752         | 0,6         | 308          | 0,2          |
|                                | –                           | ÖDP               | –           | –           | 254          | 0,2          |
|                                | –                           | Patrioten         | –           | –           | 23           | 0,0          |
| Gesamt                         | Gesamt                      | Gesamt            | 122.532     | 100         | 123.432      | 100          |
|                                |                             |                   |             |             |              |              |
| Ungültige Stimmen              | Ungültige Stimmen           | Ungültige Stimmen | 2.468       | 2,0         | 1.568        | 1,3          |
| Wähler                         | Wähler                      | Wähler            | 125.000     | 79,2        | 125.000      | 79,2         |
| Wahlberechtigte                | Wahlberechtigte             | Wahlberechtigte   | 157.865     |             | 157.865      |              |
|                                |                             |                   |             |             |              |              |
| Quellen: wahlen.thueringen.de, |                             |                   |             |             |              |              |

## Wahlkreissieger
| Wahl | Name             | Partei | Erststimmen |
| ---- | ---------------- | ------ | ----------- |
| 1998 | Christine Lehder | SPD    | 40,5 %      |
| 1994 | Kersten Wetzel   | CDU    | 43,3 %      |
| 1990 | Kersten Wetzel   | CDU    | 46,6 %      |